# Markaz ash Shuhadā'
Markaz ash Shuhadā' (arabiska: مركز الشهداء) är en region i Egypten.   Den ligger i guvernementet Al-Minufiyya, i den norra delen av landet, 70 km nordväst om huvudstaden Kairo.